# 巴尤梅托鎮區 (阿肯色州阿肯色縣)
巴尤梅托鎮區（英語：Bayou Meto Township）是位於美國阿肯色州阿肯色縣的一個行政鎮區。

## 地方資料
巴尤梅托鎮區的面積為160.34平方千米，當中陸地面積為149.33平方千米，而水域面積為11.01平方千米。根據2010年美國人口普查的數據，當地共有人口187人，而人口密度為每平方千米1.17人。